# Cudighi
Il cudighi è un panino composto da due lunghe fette di pane racchiudenti un companatico a base di salsiccia di maiale, mozzarella, salsa di pomodoro e spezie. L'alimento è diffuso nella penisola superiore del Michigan, specialmente nella contea di Marquette.

## Etimologia e storia
La parola cudighi sembra derivare da "cotechino", un insaccato italiano che si è diffuso nella penisola superiore del Michigan a partire dalla seconda metà degli anni trenta grazie agli immigrati provenienti dal Nord Italia. Si pensa che il primo cudighi, che prendeva originariamente il nome di gudighi, fosse stato ideato nel 1936. Tale alimento, tuttavia, differiva da quello odierno in quanto conteneva senape e cipolle. Dopo la seconda guerra mondiale, tali ingredienti vennero sostituiti dalla mozzarella e la salsa di pomodoro.